# Ганнібал Лектер

Га́ннібал Ле́ктер (англ. Hannibal Lecter) — вигаданий епічний персонаж тетралогії американського письменника Томаса Гарріса. Фігурує в романах «Червоний дракон», «Мовчання ягнят», «Ганнібал» і «Ганнібал: Сходження». Вперше з'являється в романі «Червоний дракон» як блискучий судовий психіатр, серійний вбивця і канібал. Він проявляє риси соціопата, але володіє видатним інтелектом. Інтелект приносить йому популярність в медичних колах, а канібалізм робить відомим на весь світ після затримання Лектера агентом ФБР.
Найбільш канонічним втіленням доктора став Ентоні Гопкінс.

## Біографія
Ганнібал народився в Литві в заможній аристократичній родині; його батько, відомий просто як граф Лектер, був нащадком воєначальника «Ганнібала Похмурого» (1365—1428), який розгромив Тевтонський орден у битві під Грюнвальдом у 1410 році, а його мати, мадам Сімонетта Сфорца-Лектер, походила з роду з родин Вісконті та Сфорца, які окремо правили Міланом протягом 250 років.
Можливо, Ганнібал також походив від Джуліано Бевізанґе («Бевізанґе» означає «Кровопивець»), страшної та безжалісної постаті в Тоскані 12-го століття, а також від роду Макіавеллі. Сам Лектер займався цією темою, щоб визначити за записами бібліотеки Каппоні, чи був якийсь справжній зв'язок із Бевісанґе, але він не зміг відповісти на запитання. Ганнібал був далеким родичем художника Бальтуса.
Коли Ганнібалу було шість років, народилася його сестра Міка. Між ними утворився міцний, ніжний зв'язок. Коли йому було вісім років, його родина залишила свій маєток, щоб жити в будиночку в лісі, аби уникнути гітлерівського бліцкригу. Через три роки німецький бомбардувальник, який намагався вивести з ладу радянський танк, убив його батьків, опікуна і прислугу сім'ї. До будиночка вторглася група колишніх литовських колабораціоністів, які стали мародерами. Лектер і Міка опинилися у них в полоні; за декілька днів мародери вбили Міку, щоб з'їсти її через відсутність їжі. Ганнібал утік, отримавши серйозну травму через смерть своєї сестри, та втратив здатність говорити. Смерть Міки буде переслідувати Лектера до кінця його життя; Ганнібал пояснює, що це знищило його віру в Бога, і після цього він вірив лише в те, що на світі немає справжньої справедливості.
Після втечі мародерів він блукав лісами, поки його не знайшов екіпаж танка. Радянська влада повернула Лектера в замок його родини, який був перетворений на сиротинець. Живучи там, він часто нападав і тяжко поранив багатьох своїх товаришів-сиріт, але лише тих, хто знущався над меншими дітьми, кривдив чи ображав інших. Лектер звертався до своїх спогадів про ватажка групи мародерів Владіса Грутаса, щоб викликати гнів, необхідний, щоб завдати шкоди хуліганам. Він добре поводився з молодшими сиротами, часто дозволяв їм трохи дражнити його, дозволяючи їм повірити, що він божевільний глухонімий, і частував їх своїми солодощами, які він рідко отримував.
Коли Лектеру було 13 років, його дядько (новий граф Роберт Лектер) привіз його до себе додому у Францію. У нього склалися тісні стосунки зі своєю тіткою, леді Мурасакі. Він отримав освіту вдома в маєтку свого дядька на березі Ессонна; його дядько заохочував його зайнятися живописом, а тітка навчала його аспектам японської культури. Все ще німий і стурбований смертю сестри, він відвідав психіатра, доктора Руфіна. У віці 13 років він напав на місцевого м'ясника Пола Момуна в помсту за непристойну образу його тітки. Роберт Лектер помер від серцевого нападу під час подальшої сутички з Момуном. Ганнібав обезголовив Момуна і, отримавши підказку від шеф-кухаря своєї тітки, поки вони готували рибу, відрізав щоки своєї жертви та з'їв їх, що стало його першим умисним актом канібалізму.
Ганнібал бездоганно навчався в ліцеї та рано закінчив його, ставши наймолодшою людиною, прийнятою до медичної школи у Франції. Малюнки Ганнібала привели до стажування в медичному центрі Джонса Хопкінса в Балтіморі, штат Меріленд, де він отримав диплом лікаря і зрештою оселився. Ганнібал заснував психіатричну практику в Балтиморі, коли йому було 37. Він став провідною фігурою в балтиморському суспільстві та потурав своїм екстравагантним смакам, які він фінансував, впливаючи на деяких своїх пацієнтів, щоб вони заповіли йому великі суми грошей у своїх заповітах. Він став всесвітньо відомим як блискучий клінічний психіатр, але він не мав нічого, крім зневаги до психології.
Лектер вважався одним із найяскравіших умів у галузі психіатрії, світською людиною, чарівним і чудовим господарем, який влаштовував багато екстравагантних вечерь для своїх друзів. Він захоплювався багатьма хобі та галузями знань, починаючи з мистецтва, музики, особливо опери, літератури та, звичайно, кулінарії. Він був чудовим художником, умів малювати обома руками і міг малювати цілі пейзажі по пам'яті. Це дозволяло йому не тільки запам'ятовувати практично все, що він дізнався, але й усамітнюватися у своїй витонченій свідомості, коли він його було заарештовано за 9 (підтверджених) вбивств та визнано душевнохворим.